# سد نوبع
سد نوبع (به لاتین: Nqweba Dam) یک سد در آفریقای جنوبی است که در آفریقای جنوبی واقع شده‌است.